# Trogon surrucura
Trogon surrucura е вид птица от семейство Трогонови (Trogonidae).

## Разпространение
Видът е разпространен в Аржентина, Бразилия и Парагвай.